# Fernand Marquigny
Fernand Marquigny, né le 24 juillet 1876 à Dom-le-Mesnil (Ardennes) et mort le 30 octobre 1942 à Soissons (Aisne), est un homme politique français.

## Biographie
Avoué à Soissons en 1901, il est conseiller municipal en 1908, adjoint en 1912 et maire de Soissons de 1919 à 1942. Il est conseiller général en 1920 et député de l'Aisne de 1924 à 1928, siégeant au groupe radical et radical-socialiste. 